# Koç Rams 2014-2015
Questa voce raccoglie le informazioni riguardanti i Koç Rams nelle competizioni ufficiali della stagione 2014-2015.

## 1. Lig 2014-2015

### Stagione regolare
| 15 novembre 2014 1ª giornata | Koç Rams | 24 – 2 | Anadolu Rangers |  |

| 29 novembre 2014 2ª giornata | Koç Rams | 33 – 6 | Hacettepe Red Deers |  |

| 14 dicembre 2014 3ª giornata | ODTÜ Falcons | 10 – 29 | Koç Rams |  |

| 27 dicembre 2014 4ª giornata | Ege Dolphins | 0 – 25 | Koç Rams |  |

| 28 marzo 2015 5ª giornata | Koç Rams | 30 – 6 | Gazi Warriors |  |

| 11 aprile 2015 6ª giornata | Koç Rams | 20 – 7 | Boğaziçi Sultans |  |

| 9 maggio 2015 7ª giornata | ITÜ Hornets | 7 – 27 | Koç Rams |  |

### Playoff
| 31 maggio 2015 Finale | Koç Rams | 7 – 10 | Boğaziçi Sultans |  |

## Statistiche di squadra
| Competizione      | %Vittorie | In casa | In casa | In casa | In casa | In casa | In casa | In trasferta | In trasferta | In trasferta | In trasferta | In trasferta | In trasferta | Totale | Totale | Totale | Totale | Totale | Totale |
| Competizione      | %Vittorie | G       | V       | N       | P       | Pf      | Ps      | G            | V            | N            | P            | Pf           | Ps           | G      | V      | N      | P      | Pf     | Ps     |
| ----------------- | --------- | ------- | ------- | ------- | ------- | ------- | ------- | ------------ | ------------ | ------------ | ------------ | ------------ | ------------ | ------ | ------ | ------ | ------ | ------ | ------ |
| Stagione regolare | 1.000     | 4       | 4       | 0       | 0       | 107     | 21      | 3            | 3            | 0            | 0            | 81           | 17           | 7      | 7      | 0      | 0      | 188    | 38     |
| Playoff           | .000      | 1       | 0       | 0       | 1       | 7       | 10      | 01           | 0            | 0            | 0            | 0            | 0            | 1      | 0      | 0      | 1      | 7      | 10     |
| Totale            | .875      | 5       | 4       | 0       | 1       | 114     | 31      | 3            | 3            | 0            | 0            | 81           | 17           | 8      | 7      | 0      | 1      | 195    | 48     |